# Tonnoiriella holmi
Tonnoiriella holmi és una espècie d'insecte dípter pertanyent a la família dels psicòdids que es troba a Europa: Alemanya.